# Vilim I. Osvajač
Vilim I., poznat kao Vilim Osvajač (Falaise, oko 1028. – Rouen, 9. rujna 1087.) bio je prvi normanski kralj Engleske, vladao je od 1066. do svoje smrti 1087. godine. Potomak Rolla, bio je vojvoda Normandije od 1035. nadalje. Do 1060., nakon dugotrajne borbe za uspostavu svoje vlasti, njegova kontrola nad Normandijom bila je osigurana. Godine 1066., nakon smrti Eduarda Ispovjednika, Vilim je invazijom na Englesku predvodio normansku vojsku do pobjede nad anglosaksonskim snagama Harolda Godwinsona u Bitci kod Hastingsa, a potom je suzbio engleske pobune u onome što je postalo poznato kao Normansko osvajanje Engleske. Ostatak njegova života obilježen je borbama za učvršćivanje vlasti nad Engleskom i svojim teritorijima te poteškoćama s njegovim najstarijim sinom Robertom.
Vilim je bio sin neoženjenog vojvode Roberta I. Normandijskog i njegove ljubavnice Herleve. Njegov nezakonit status i mladost stvarali su mu probleme nakon što je naslijedio oca, kao i anarhija koja je obilježila prve godine njegove vlasti. Tijekom njegova djetinjstva i adolescencije članovi normanske aristokracije borili su se međusobno, kako za kontrolu dječjeg vojvode, tako i za vlastite ciljeve. Godine 1047., Vilim je uspio ugušiti pobunu i početi uspostavljati svoju vlast nad vojvodstvom, proces koji nije bio potpuno dovršen sve do otprilike 1060. Njegov brak tijekom 1050-ih s Matildom Flandrijskom pružio mu je snažnog saveznika u susjednoj grofoviji Flandriji. Do vremena njegova vjenčanja, Vilim je mogao organizirati imenovanje svojih pristaša za biskupe u normanskoj crkvi. Njegovo jačanje vlasti omogućilo mu je proširenje horizonta, a do 1062. godine osigurao je kontrolu nad susjednom grofovijom Mainom.
Tijekom 1050-ih i početkom 1060-ih, Vilim postaje konkurentom za prijestolje Engleske koje je držao Eduard Ispovjednik koji nije imao djece, njegov rođak iz prvog koljena. Postojali su i drugi potencijalni nasljednici, uključujući moćnog engleskog grofa Harolda Godwinsona, koga je Eduard imenovao kraljem na samrti u siječnju 1066. Tvrdio je da mu je Eduard prethodno obećao prijestolje i da je Harold prisegnuo podršku njegovom zahtjevu. Vilim je izgradio veliku flotu i invazijom Engleske u rujnu 1066. godine ostvario odlučujuću pobjedu, ubivši Harolda u Bitci kod Hastingsa 14. listopada 1066. Nakon daljnjih vojnih napora, Vilim je okrunjen kraljem na Božić 1066. godine u Londonu. Službeno je započeo svoju vladavinu Engleskom 1067., no onda se vratio u Normandiju. Slijedilo je nekoliko neuspjelih pobuna, ali Vilimova kontrola nad Engleskom većinski je bila osigurana do 1075. godine, omogućavajući mu da veći dio svoje vladavine provede u kontinentalnoj Europi.
Vilimove posljednje godine obilježene su poteškoćama u njegovim  posjedima, problemima sa sinom Robertom i prijetnjama Danske invazije na Englesku. Godine 1086. naredio je sastavljanje Domesday Booka, popisa koji navodi sve posjede u Engleskoj zajedno s njihovim vlasnicima prije invazije i trenutačnim vlasnicima. Preminuo je u rujnu 1087. dok je predvodio kampanju u sjevernoj Francuskoj i sahranjen je u Caenu. Njegova vladavina u Engleskoj obilježena je izgradnjom dvoraca, uspostavom nove normanske plemićke klase i promjenama u sastavu engleskog svećenstva. Nije nastojao integrirati svoje posjede u jedno carstvo, već je nastavio upravljati svakim dijelom zasebno. Njegove zemlje podijeljene su nakon smrti: Normandija je pripala Robertu, a Engleska njegovom drugom preživjelom sinu Vilimu Rufusu.

## Pozadina
Normani su prvi put počeli provaljivati u ono što će postati Normandija krajem 8. stoljeća. Trajno skandinavsko naselje dogodilo se prije 911., kada su Rollo, jedan od vođa Vikinga, i francuski kralj Karlo III. postigli sporazum kojim je Rollo postao grofom Rouena. Zemlje oko Rouena postale su jezgra kasnijeg vojvodstva Normandije. Normandija je korištena kao baza za skandinavske napade na Englesku koji su se obnovili krajem 10. stoljeća, što je pogoršalo odnose između Engleske i Normandije. Kako bi poboljšao situaciju, kralj Ethelred II. Nespremni je uzeo Emmu, sestru Richarda II, vojvode Normandije, za svoju drugu ženu 1002. godine.
Danski napadi na Englesku nastavili su se, a Ethelred je potražio pomoć od Richarda, sklonivši se u Normandiju 1013. godine kada je danski kralj Sven I protjerao Ethelreda i njegovu obitelj iz Engleske. Svenova smrt 1014. omogućila je Ethelredu povratak kući, ali Svenov sin Knut osporavao je Ethelredov povratak. Ethelred je neočekivano preminuo 1016. godine, a Knut postao kralj Engleske. Ethelredovi sinovi, Eduard i Alfred, otišli su u izgnanstvo u Normandiju, dok je njihova majka Emma postala druga žena Knuta.
Nakon Knutove smrti 1035. godine, engleski prijestolje pripalo je Haroldu Harefootu, njegovom sinu iz prvog braka, dok je Harthaknut, sin Knuta i Emme, postao kralj u Danskoj. Engleska je ostala nestabilna. Alfred se vratio u Englesku 1036. godine, možda kako bi posjetio svoju majku i možda izazvao Haralda za prijestolje. Jedna priča implicira vojvodu Godwina iz Wessexa u Alfredovu naknadnu smrt, dok drugi krive Harolda. Emma je otišla u izgnanstvo u Flandriju sve do 1040. godine kada je Harthaknut postao kralj nakon Haroldove smrti, a njegov polubrat Eduard slijedio je Harthaknuta u Englesku; Eduard je proglašen kraljem nakon Harthaknutove smrti u lipnju 1042. godine.

## Djetinjstvo
Vilim je rođen 1027. ili 1028. godine u Falaiseu, Normandiji, vjerojatno krajem 1028. Bio je jedini sin Roberta I. Njegova majka, Herleva, bila je kći Fulberta iz Falaisea, a trenutno mislimo kako je on bio kožar. Herleva je možda bila članica vojvodskog domaćinstva, ali se nije udala za Roberta. Kasnije se udala za Herluina Contevillea, s kojim je imala dva sina - Oda iz Bayeuxa i grofa Roberta od Mortaina - te kćer čije ime nije poznato. Jedan od Herlevine braće, Valter, postao je pristaša i zaštitnik Vilima tijekom njegove maloljetnosti. Robert I. također je imao kćer Adelaidu s drugom ljubavnicom.
Robert I. naslijedio je svog starijeg brata Rikarda III. kao vojvodu 6. kolovoza 1027. Braća su bila u sukobu oko nasljedstva, a Rikardova smrt bila je iznenadna. Roberta su neki pisci optuživali za ubojstvo Rikarda, što je vjerojatno, ali ne znamo je li to istina. U Normandiji je bio kaos jer su plemićke obitelji pljačkale Crkvu, a Alan III. Bretanjski vodio je rat protiv vojvodstva, možda u pokušaju preuzimanja kontrole. Do 1031. godine Robert je stekao značajnu podršku od plemića, mnogi od kojih će postati istaknuti tijekom Vilimovog života. Među njima su bili vojvodin stric Robert, nadbiskup Rouena, koji se prvotno protivio vojvodi; Osbern i Gilbert od Brionnea, unuk Rikarda I. Nakon dolaska na vlast, Robert je nastavio normansku podršku engleskim prinčevima Eduardu i Alfredu, koji su još uvijek bili u izgnantsvu na sjeveru Francuske.
Postoje naznake da je Robert možda bio kratko zaručen za kćer kralja Knuta, ali do braka nije došlo. Nejasno je bi li Vilim bio zamijenjen u vojvodskom nasljedstvu da je Robert imao zakonitog sina. Raniji vojvode bili su nezakoniti, a Vilimova povezanost s ocem na vojvodskim poveljama ukazuje da se smatralo da je Vilim najvjerojatniji nasljednik Roberta. 1034. godine vojvoda je odlučio krenuti na hodočašće u Jeruzalem. Iako su ga neki pristaše pokušali odvratiti od putovanja, sazvao je vijeće u siječnju 1035. i naredio okupljenim normanskim velikašima da polože prisegu vjernosti Vilimu kao svojem nasljedniku prije nego što krene na put za Jeruzalem. Umro je početkom srpnja u na putu natrag u Normandiju.

## Vojvoda Normandije
Vilim se susreo s brojnim izazovima preuzimajući ulogu vojvode, uključujući komplikacije vezane uz njegovo nezakonito rođenje i njegovu mladost – povijesni dokazi sugeriraju da je imao sedam ili osam godina vrijeme kada je postao vojvoda. Njegov put do postanka vojvode olakšan je podrškom svog ujaka, nadbiskupa Roberta, i kralja francuskog kralja Henrika I., što mu je omogućilo da naslijedi očeve posjede.
Podrška pružena prognanim engleskim prinčevima u njihovom pokušaju povratka u Englesku 1036. godine ukazivala je na nastojanje očuvanja politike njegovog oca, ali smrt nadbiskupa Roberta u ožujku 1037. godine nanijela je značajan udarac Vilimovoj mreži podrške, što je Normandiju dovelo u nered.
Nemiri u vojvodstvu trajali su do 1047. godine, pri čemu je kontrola mladog vojvode postala središnja točka za one koji su se borili za vlast. Prvotno pod skrbništvom Alana Bretonca, a nakon Alanove smrti krajem 1039. ili u listopadu 1040. godine skrb o Vilimu prešla je na Gilberta iz Brionnea . Međutim, Gilbert je brzo preminuo, a kasniji skrbnici, uključujući Turchetila, također su doživjeli nesretne sudbine u isto vrijeme. Drugi skrbnik, Osbern, sreo je svoj kraj početkom 1040-ih u Vilimovoj sobi dok je vojvoda spavao. Postoje izvještaji koji sugeriraju da je Valter, Vilimov stric, povremeno morao skrivati mladog vojvodu po kućama seljaka zbog njegove sigurnosti.
Povjesničarka Eleanor Searle nagađa da je Vilim možda bio odgojen uz trojicu rođaka – Vilima fitzOsberna, Rogera Beaumonta i Roger Montgomerya – koji su kasnije odigrali ključne uloge u njegovoj vladavini.
Francuski kralj Henrik ostao je čvrst podržavatelj mladog vojvode, ali krajem 1046. godine protivnici Vilima udružili su se u pobuni usred južnog djela Normandije. Ovaj ustanak, predvođen Guyem iz Burgundije uz podršku Nigela, vikonta Cotentina, i Ranulfa, vikonta Bessina, predstavljao je značajan izazov. Prema potencijalno legendarnim izvješćima, pokušaj hvatanja Vilima dogodio se u Valognesu, no uspio je pobjeći pod pokrovom noći, pronalazeći utočište kod kralja Henrika.
Početkom 1047. godine Henrik i Vilim vratili su se u Normandiju i postigli pobjedu u Bitci kod Val-ès-Dunesa, blizu Caena. Iako su rijetki detalji stvarne borbe zabilježeni, Vilim od Poitiersa tvrdi da su vojvodini napori bili ključni za postizanje trijumfa. Ranija izvješća, međutim, sugeriraju da su snage i vodstvo kralja Henrika također odigrali ključnu ulogu. S ovom pobjedom Vilim preuzima kontrolu u Normandiji i odmah uvodi "Primirje Božje" diljem svoje vojvodine. Ova mjera imala je za cilj ograničiti ratovanje i nasilje reguliranjem dopuštenih dana borbe tijekom godine.
Iako je Bitka kod Val-es-Dunesa označila značajan preokret u Vilimovoj dominaciji nad vojvodstvom, nije označila kraj njegove neprestane borbe za uspostavu autoriteta nad plemstvom. Razdoblje od 1047. do 1054. godine svjedočilo je gotovo neprekidnim ratovanjem, s manjim krizama koje su se nastavile sve do 1060. godine.

### Stabilizacija vlasti
Vilimovi kasniji napori usmjereni su protiv Guya od Burgundije, koji je potražio utočište unutar svoje tvrđave u Brionneu, samo da bi se našao opkoljen Vilimovim snagama. Nakon dugotrajne borbe, vojvoda je uspio prisiliti Guya u izgnanstvo 1050. Prepoznajući rastući utjecaj grofa Anjoua, Geoffreya Martela, Vilim je sklopio savez s kraljem Henrikom protiv Martela, što označava posljednju zabilježenu suradnju između Vilima i Henrika.
Geoffrey je, nakon smrti grofa od Mainea Huga IV. 1051., želio proširiti svoju dominaciju na grofoviju Maine. Ključni su bili strateški položaji i posjedi obitelji Bellême, smješteni na granici Maina i Normandije, uključujući tvrđave u Alençonu i Domfrontu. Iako su nominalno bili pod različitim feudalnim gospodarima - Bellême pod kraljem Francuske, Domfront pod vladavinom Geoffreya Martela, a Alençon pod vojvodom Vilimom - obitelj Bellême vješto je manipulirala svojim savezništvima kako bi osigurala de facto neovisnost. Nakon smrti Huga IV., Geoffrey Martel preuzeo je kontrolu nad Mainom, što je izazvalo protivljenje Vilima i kralja Henrika. Naposljetku su uspjeli protjerati Geoffreyja iz grofovije, a Vilim je učvrstio svoju kontrolu nad tvrđavama Bellême u Alençonu i Domfrontu, a to mu je omogućilo nametanje svoje vrhovne vlasti nad obitelji Bellême, usklađujući njihova djelovanja s normanskom interesima.
Međutim, 1052. godine, kralj Henrik i Geoffrey Martel udružili su se protiv Vilima, što je podržavalo izazove Vilimova autoriteta od strane nekih normanskih plemića. Henrikova promjena savezništva vjerojatno je proizašla iz njegove želje da zadrži nadmoć nad Normandijom, kojoj sada prijeti sve veći Vilimov utjecaj. Tijekom 1053., Vilim se našao u vojnim sukobima sa svojim vlastitim plemićima i novoimenovanim nadbiskupom Rouena, Maugerom. U veljači 1054., kralj i normanski pobunjenici pokrenuli su koordiniranu invaziju vojvodstva. Vilim je odgovorio dijeleći svoje snage, uspješno odbivši obje invazije. Drugi dio invazije je bio poražen u Bitci kod Mortemera. Ova pobjeda ne samo da je spriječila invazije, već je olakšala i uklanjanje nadbiskupa Maugera.
Unatoč stalnim sukobima s francuskim kraljem i grofom Anjoua, Vilimova kontrola nad vojvodstvom nastavila se učvršćivati. 1057. godine, Henrik i Geoffrey predvodili su još jednu invaziju, samo da bi bili odlučno poraženi od strane Vilima u Bitci kod Varavillea, označavajući time posljednju invaziju Normandije za Vilimova života. Godine 1058., Vilim je proširio svoj posjed invazijom na grofoviju Dreux, osvojivši Tillières-sur-Avre i Thimert. Henrikovi pokušaji izbacivanja Vilima bili su uzaludni, jer je opsada Thimerta trajala sve do Henrikove smrti dvije godine kasnije.
Smrt grofa Geoffreya i kralja 1060. godine dodatno je nagnula ravnotežu snaga u korist Vilima. Njegov brak s Matildom Flandarijskom, dogovoren 1049. unatoč početnom papinskom protivljenju, odigrao je značajnu ulogu u jačanju njegovog statusa. Brak, iako je prvotno bio osporavan, konačno je odobren od strane papinstva, a rezultirajući potomci ojačali su Vilimove političke saveze i naslijeđe.

## Vanjske poveznice
|  | Zajednički poslužitelj ima još gradiva o temi Vilim I. Osvajač |

- Vilim I. Osvajač Hrvatska encikopedija (LZMK)
- Vilim I. Osvajač Proleksis enciklopedija (LZMK)
- A literary & historical atlas of Europe

| Prethodnik Edgar II. (1066.) | kralj Engleske (1066. – 1087.) | Nasljednik Vilim II. Riđi (1087. – 1100.) |